# Batnorov, Khentii
Batnorov (tiếng Mông Cổ: Батноров) là một sum của tỉnh Khentii, miền đông Mông Cổ. Vào năm 2010, dân số của sum là 5.106 người. Thành phố Berkh nằm cách trung tâm sum 35 km.

## Địa lý
Sum nằm ở phía đông của Mông Cổ. Trên địa bàn có những ngọn núi Ulzisaykhan, Delgerhaan, Tsagaanchuluut, Delger-Ulziyt, Khukhchulut, Mangan Modot, và có những dòng sông Harlan, Urt, Ehet chảy qua. Kim loại màu và fluorit được tìm thấy tại đây. Động vật có cáo và pygeretmus, một loài gặm nhấm. Thảm thực vật chủ yếu là cây lá kim.

### Khí hậu
Sum có khí hậu lục địa khắc nghiệt. Lượng mưa hàng năm tại Batnorov là 200–300 mm.

## Kinh tế
Sum có một trường học, một bệnh viện và một trung tâm thương mại. Thành phố Berkh có một mỏ fluorit và khoảng 42.000 đầu gia súc.

## Nhân khẩu
Dưới đây là bảng dân số của các bag (xã) tại Batnorov:
|   | Bag             | Dân số (2010) |
| - | --------------- | ------------- |
| 1 | Erdenechandmani | 229           |
| 2 | Ekhenbürd       | 512           |
| 3 | Bayan           | 577           |
| 4 | Bayanbulag      | 437           |
| 5 | Idermeg         | 184           |
| 6 | Dundbürd        | 754           |
| 7 | Berkh           | 2413          |